# Solar Impulse

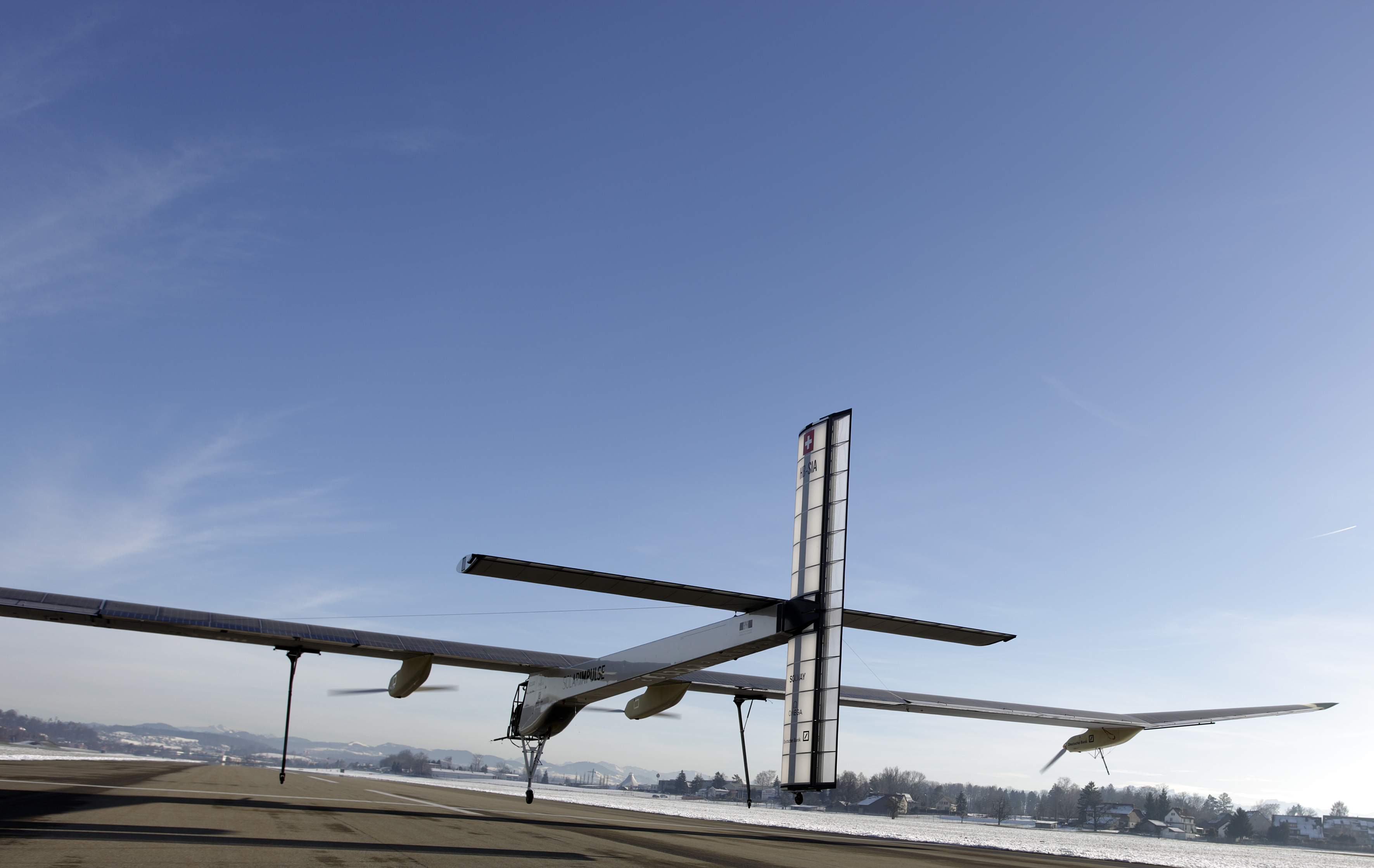
Prototyp HB-SIA při krátkém letu těsně nad zemí v Dübendorfu 3. prosince 2009

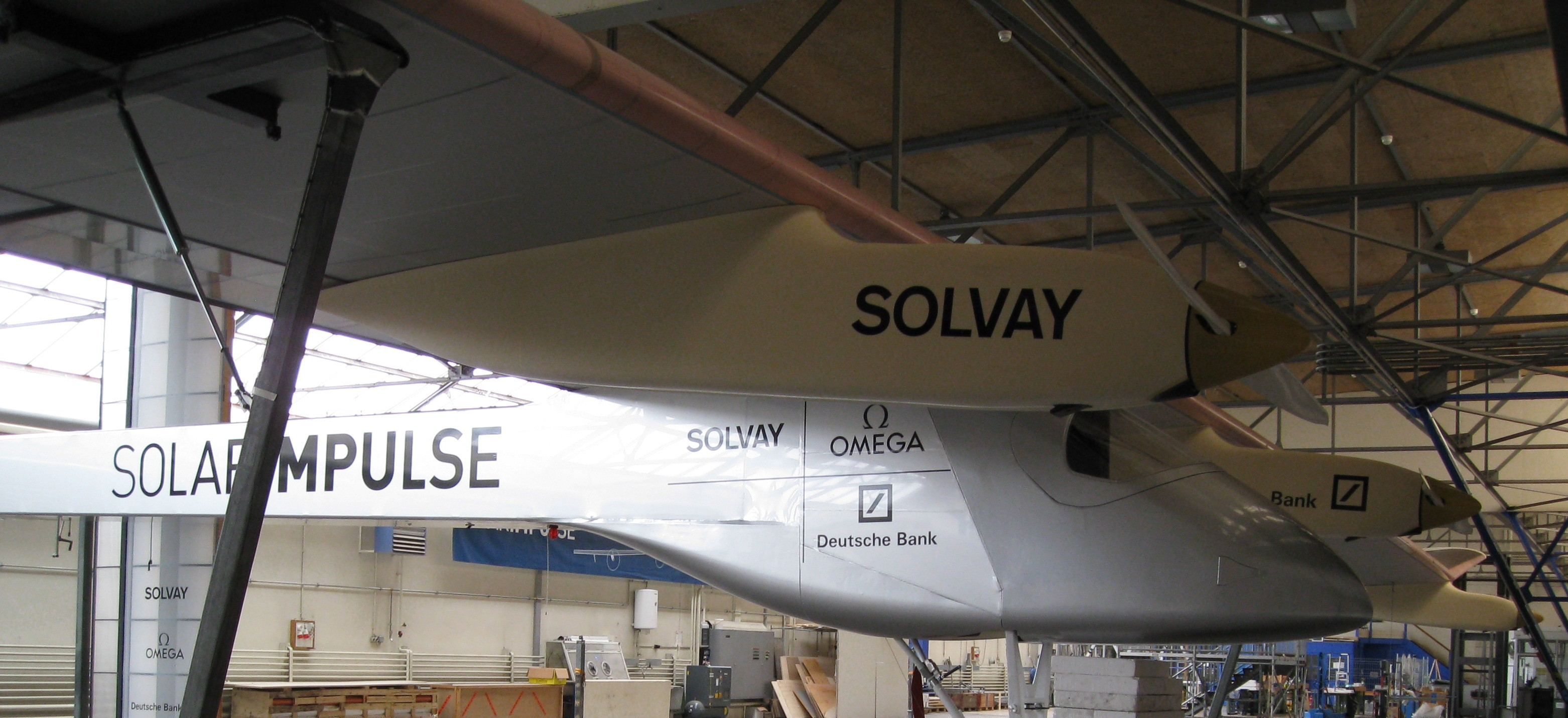
Kokpit a motory prototypu HB-SIA

Solar Impulse je projekt prvního letadla poháněného sluneční energií, které dokáže obletět Zemi. Projekt založil v roce 2003 psychiatr a letecký rekordman Bertrand Piccard, jenž pilotoval první oblet Země na balónu bez zastávky a švýcarský podnikatel André Borschberg. Vývoj zastřešovala polytechnika v Lausanne a podílelo se na něm několik desítek specialistů. Pokus o oblet Země začal 9. března 2015 v Abú Zabí  a úspěšně skončil 26. července 2016 na stejném místě. Letoun Solar Impulse 2. kterému se podařilo cíl naplnit, strávil ve vzduchu 500 hodin. Při průměrné rychlosti 80 kilometrů za hodinu tak urazil na 40 tisíc kilometrů.

## Prototyp HB-SIA
Testovací prototyp nese označení HB-SIA. Má délku 21,85 metru, rozpětí křídel 63,4 metru (srovnatelné s Airbusem A340) a výšku 6,40 metru. Pod křídly má čtyři gondoly, v každé je sada lithuim-polymerových akumulátorů a motor o výkonu 10 hp s dvoulistou vrtulí.
Je pokryt celkem 200 m² fotovoltaických článků. Nemá přetlakovou kabinu, jeho dostup je tedy omezený.
První přízemní let v délce zhruba 350 metrů se uskutečnil 3. prosince 2009 ve švýcarském Dübendorfu. K prvnímu skutečnému letu došlo 7. dubna 2010, kdy letoun vlastní silou vystoupal do výšky 1000 metrů. 7. a 8. července 2010 letoun absolvoval první celonoční let (celkem 25 hodin), když letoun byl v noci poháněn z baterií nabitých při letu v předcházejícím dni. Při tomto letu letoun vystoupal až do výšky 8,5 km, většina letu proběhla ve výšce 1,5 km.
13. května 2011 letoun absolvoval první mezinárodní let. Letěl ze švýcarského Dübendorfu do Bruselu. Let byl dlouhý 630 km a trval 13 hodin. Průměrná rychlost letounu byla 50 km/h a průměrná letová hladina 1 800 metrů. V červnu pak letěl z Bruselu na pařížské letiště Le Bourget. První pokus 12. byl kvůli protivětru neúspěšný a letadlo se po třech hodinách letu otočilo a vrátilo (zpáteční let po větru trval jen dvě hodiny). Druhý pokus o několik dní později byl již úspěšný.
Od roku 2010 se stal fotografem projektu švýcarský fotožurnalista Jean Revillard.
V roce 2012 letoun absolvoval první mezikontinentální let. S mezipřistáním v Madridu doletěl ze Švýcarska do Maroka a zpět.
Ve dnech 3. května až 7. července 2013 letoun přeletěl Spojené státy americké z východního na západní pobřeží, z Moffet Field v Kalifornii na Letiště JFK v New Yorku s mezipřistáními na Phoenix Sky Harbor International Airport, v Dallasu, St. Louis, Cincinnati a Washingtonu. Jednotlivé části cesty trvaly od 14 do 21 hodin. První část cesty letoun absolvoval v květnu 2013.

## HB-SIB

### Historie
Stavba druhého letounu nesoucí švýcarské registrační znaky HB-SIB začala v roce 2011. Původně měl být dokončen v roce 2013 a v roce 2014 se měl uskutečnit 25 denní oblet Země. Během testů v roce 2012 hlavní křídlo letounu selhalo při testech tuhosti, takže dokončení letounu se posunulo o rok - prvně byl představen na letišti v Payerne 2. června 2014.

### Konstrukce
Letoun má rozpětí křídel 71,9 m (srovnatelné s Airbusem A380), váží však pouze 2,3 t. Proti prvnímu prototypu má větší kabinu a dokonalejší avioniku, včetně autopilota, které umožňuje vícedenní transkontinentální a transoceánské lety.

### Vlastnosti
Letové vlastnosti
- posádka: 1 osoba
- délka: 22,4 m
- rozpětí křídel: 71,9 m
- výška: 6,37 m
- plocha solárních panelů: 269,5m2 - 17'248 fotovoltaických článků s max. výkonem 66 kW
- váha: 2'300 kg
- startovní rychlost: 35 km/h
- motory: elektromotory
- počet vrtulí: 4
- zdroj energie: 4 x 41 kWh lithium-ion baterie, 633 kg, max. výkon 13 kW[16]
- průměr vrtulí: 4 m
- max rychlost: 140 km/h
- cestovní rychlost: 90 km/h
- cestovní rychlost v noci: 60 km/h
- cestovní dostup: 8'500 m (maximální dostup 12'000 m)

### Vlastní let kolem světa
Zdroj: 
| Úsek | Start - datum       | Start - místo                  | Cíl - místo                     | Vzdálenost | Doba letu  | Pilot            |
| ---- | ------------------- | ------------------------------ | ------------------------------- | ---------- | ---------- | ---------------- |
| 1    | 9.3.2015 03:12 UTC  | Abú Dhabí, SAE                 | Maskat, Omán                    | 717 km     | 13:01 hod  | André Borschberg |
| 2    | 10.3.2015 02:35 UTC | Maskat, Omán,                  | Ahmadábád, Indie                | 1 593 km   | 15:20 hod  | Bertrand Piccard |
| 3    | 18.3.2015 01:48 UTC | Ahmadábád, Indie               | Váránasí, Indie                 | 1 170 km   | 15:56 hod  | André Borschberg |
| 4    | 18.3.2015 23:52 UTC | Váránasí, Indie                | Mandalaj, Myanmar               | 1 536 km   | 13:29 hod  | Bertrand Piccard |
| 5    | 29.3.2015 21:06 UTC | Mandalaj, Myanmar              | Čchung-čching, Čína             | 1 636 km   | 20:29 hod  | Bertrand Piccard |
| 6    | 20.4.2015 22:06 UTC | Čchung-čching, Čína            | Nanking, Čína                   | 1 384 km   | 17:22 hod  | Bertrand Piccard |
| 7    | 30.5.2015 18:39 UTC | Nanking, Čína                  | Nagoja, Japonsko                | 2 942 km   | 44:09 hod  | André Borschberg |
| 8    | 28.6.2015 18:03 UTC | Nagoja, Japonsko               | Havaj, USA                      | 8 924 km   | 117:52 hod | André Borschberg |
| 9    | 21.4.2016           | Kalaeloa, Havaj, USA           | Mountain View, Kalifornie, USA  | 4 086 km   | 62:29 hod  | Bertrand Piccard |
| 10   | 2. 5. 2016          | Mountain View, Kalifornie, USA | Phoenix, Arizona, USA           | 1 113 km   | 15:52 hod  | André Borschberg |
| 11   | 12. 5. 2016         | Phoenix, USA                   | Tulsa, Oklahoma, USA            | 1 570 km   | 18:10 hod  | Bertrand Piccard |
| 12   | 21. 5. 2016         | Tulsa, USA                     | Dayton, Ohio, USA               | 1 113 km   | 16:34 hod  | André Borschberg |
| 13   | 25. 5. 2016         | Dayton, USA                    | Lehigh Valley, Pensylvánie, USA | 1 044 km   | 16:47 hod  | Bertrand Piccard |
| 14   | 11. 6. 2016         | Lehigh Valley, USA             | New York, USA                   | 265 km     | 4:41 hod   | André Borschberg |
| 15   | 20.6.2016           | New York, USA                  | Sevilla, Španělsko              | 6 265 km   | 71:08 hod  | Bertrand Piccard |
| 16   | 11.7.2016           | Sevilla, Španělsko             | Káhira, Egypt                   | 3 745 km   | 48:50 hod  | André Borschberg |
| 17   | 24.7.2016           | Káhira, Egypt                  | Abú Dhabí, SAE                  | 2 794 km   | 48:37 hod  | Bertrand Piccard |

Poznámky:
1. ↑  7. úsek byl plánován jako 144hodinový let z Nankingu na Havaj o délce 9132 km. Z důvodu nepříznivého počasí však letoun přistál v japonské Nagoje.